# Shundehua
Het Shundehua is het lokale Kantonese dialect dat gesproken wordt in Shunde. De toonhoogtes van wat woorden worden op een andere hoogte en klanken dan het Standaardkantonees gesproken. Ook heeft het dialect eigen woorden. Door migratie naar Hongkong in de 20e eeuw kan men tot heden nog Shundehua horen in Hongkong, al daalt het aantal snel doordat het vooral door de oudere generatie Shundenezen in Hongkong wordt gesproken.
- Sino-Tibetaanse talen
  - Chinese talen
    - Kantonees
      - Shundehua

## Klankverschuiving van Guangzhouhua naar Shundehua
- [kʰ]→[k]
- [tʰ]→[t]
- [w]→[f]
- [ɔː]→[ɵ]
- [iː]→[yː]
- [ɔː]→[ɵ]
- [tsiː]→[syː]

## Voorbeelden
- zij: "[ kʰɵy teːi] /距地" wordt uitgesproken als "[ kɵy teːi]/句地" in het Shundehua
- zak: "[tɔːi]/袋" wordt uitgesproken als "[tɵy]/队"
- oudste van een groep mensen: "[tsœːŋ]4/长" wordt uitgesproken als "[tsœːŋ]6/涨"
- hoofd: "[tʰɐu]/头" wordt uitgesproken als "[tɐu]/斗"
- spelen: "[waːn]/玩" wordt uitgesproken als "[faːn]/反"
- is er wat?: "[jɐu mɐk siː]/有乜事" wordt uitgesproken als "[jɐu mɐk syː]/有乜树?"